# Beachhandball-Ozeanienmeisterschaften 2019
Die Beachhandball-Ozeanienmeisterschaften 2019, die kontinentalen Meisterschaften der Oceania Continent Handball Federation (OHF), waren die dritte Austragung des Wettbewerbs. Die Spiele wurden vom 21. bis 24. Februar in Glenelg, einem Vorort von Adelaide, Australien, ausgetragen.

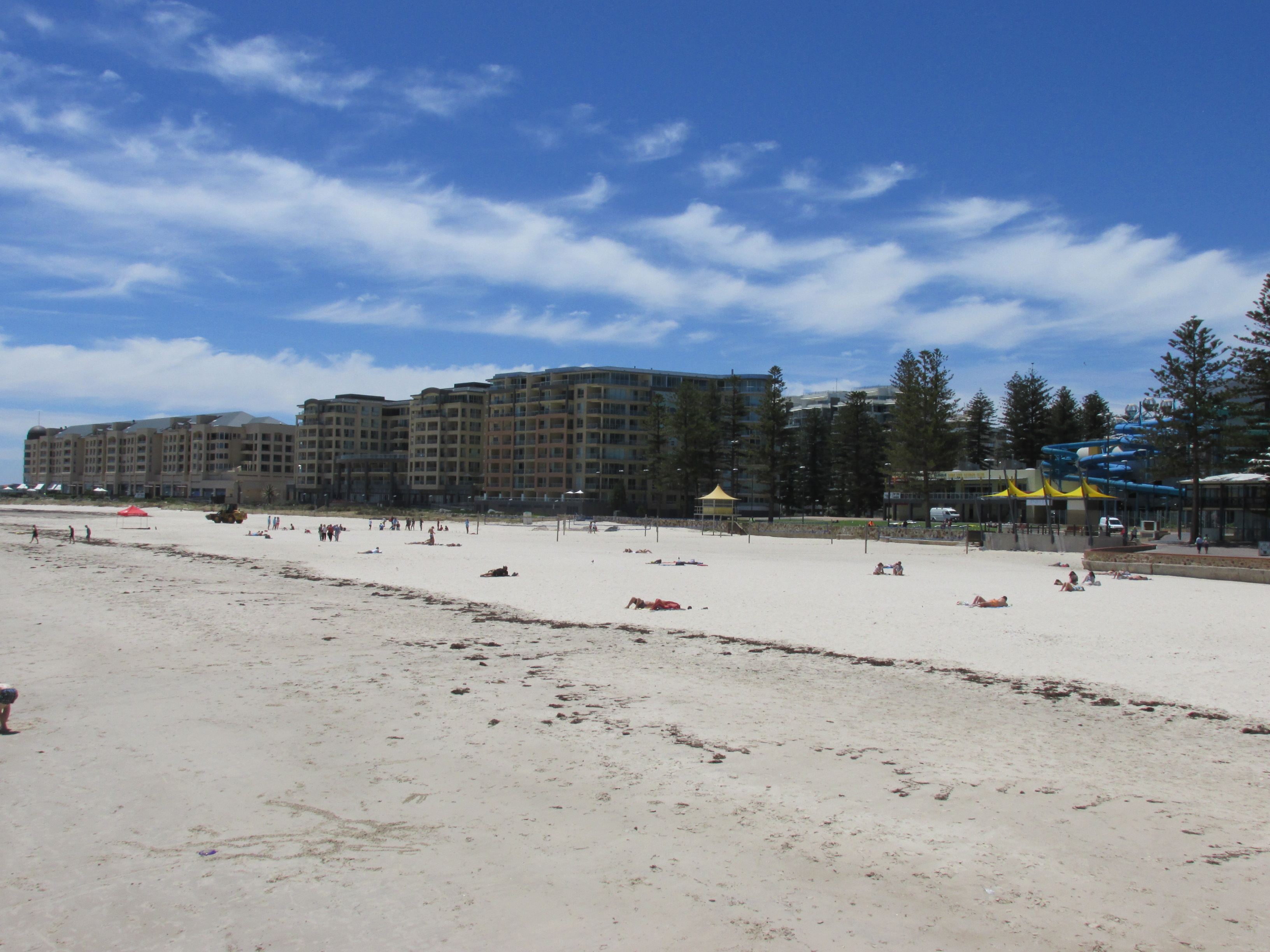
Glenelg Beach

Wie schon zuvor fanden die kontinentalen Titelkämpfe parallel zu den Australischen Meisterschaften im Beachhandball statt, das zweite Mal nach dem Vorjahr in Glenelg. Nachdem bei den beiden ersten Austragungen 2013 und 2016 einzig Mannschaften aus Australien und Neuseeland teilnahmen, kam 2018 mit der Amerikanisch-samoanischen Beachhandball-Nationalmannschaft der Frauen erstmals ein weiteres Team hinzu. 2019 erweiterte sich das Feld nach dem ersten Erfolg Amerikanisch-Samoas im Vorjahr, das Neuseeland hinter sich lassen konnte, deutlich. Sowohl bei den Männern, als auch bei den Frauen kamen Mannschaften aus Kiribati und den Cookinseln hinzu, zudem die Amerikanisch-samoanischen Beachhandball-Nationalmannschaft der Männer. Aufgrund der Teilnehmerzahl konnte erstmals ein Turnier mit Vorrunden und Playoffs gespielt werden.
Australien konnte erneut und damit sowohl bei den Frauen als auch bei den Männern das vierte Mal in Folge die Titel gewinnen. Die junge Frauen-Mannschaft Amerikanisch-Samoas bestätigte, dass ihre Platzierung im Vorjahr kein Ausrutscher war und platzierte sich erneut dahinter. Darüber hinaus zahlten die durchweg neu gegründeten Mannschaften bei ihrem ersten internationalen Turnier noch Lehrgeld. Erwartungsgemäß stärkste neue Mannschaft bei den Männern war die Mannschaft der Cookinseln. Der Aufwärtstrend wurde ein Jahr später jäh durch die COVID-19-Pandemie gestoppt, auch nach der Wiederaufnahme der Titelkämpfe 2022 hatte sich die Lage nur ansatzweise wieder entspannt und es nahmen wieder nur Australien und Neuseeland an den Titelkämpfen teil.
| Frauen Details | Glenelg, Australien | Australien | 2:0 | Amerikanisch-Samoa | Neuseeland | 2:1 | Cookinseln         |
| Männer Details | Glenelg, Australien | Australien | 2:0 | Neuseeland         | Cookinseln | 2:1 | Amerikanisch-Samoa |

## Platzierungen teilnehmenden Nationalmannschaften
| Nation             | Frauen | Männer |
| ------------------ | ------ | ------ |
| Amerikanisch-Samoa | 02     | 04     |
| Australien         | 01     | 01     |
| Cookinseln         | 04     | 03     |
| Kiribati           | 05     | 05     |
| Neuseeland         | 03     | 02     |
| Teilnehmerzahl     | 05     | 05     |

| Legende | Legende | Legende | Legende                |
| ------- | ------- | ------- | ---------------------- |
| 1       | 2       | 3       | Podest-Platzierungen   |
| 4       | 4       | 4       | weitere Halbfinalisten |